# Prepiella rubripunctata
Prepiella rubripunctata är en fjärilsart som beskrevs av Max Wilhelm Karl Draudt 1918. Prepiella rubripunctata ingår i släktet Prepiella och familjen björnspinnare. Inga underarter finns listade i Catalogue of Life.